# Kvasejovice (Přehořov)
Kvasejovice (dříve jako Kvasovice, německy Kwasowitz) jsou malá vesnice, část obce Přehořov v okrese Tábor v Jihočeském kraji. V roce 2011 zde trvale žilo 76 obyvatel.

## Historie
První písemná zmínka o vesnici pochází z roku 1381.

## Obyvatelstvo
| Rok            | 1869 | 1880 | 1890 | 1900 | 1910 | 1921 | 1930 | 1950 | 1961 | 1970 | 1980 | 1991 | 2001 | 2011 | 2021 |
| -------------- | ---- | ---- | ---- | ---- | ---- | ---- | ---- | ---- | ---- | ---- | ---- | ---- | ---- | ---- | ---- |
| Počet obyvatel | 210  | 249  | 221  | 197  | 198  | 211  | 179  | 168  | 144  | 179  | 159  | 72   | 69   | 76   | 76   |
| Počet domů     | 31   | 33   | 34   | 34   | 34   | 34   | 37   | 38   | 37   | 37   | 40   | 35   | 35   | 38   | 41   |

## Obecní správa
Při sčítání lidu v letech 1850–1959 byly Kvasejovice samostatnou obcí, nejprve v okrese Tábor, v roce 1950 v okrese Soběslav. Od roku 1960 jsou částí obce Přehořov v okrese Tábor. V letech 1850–1899 k obci patřil Chlebov.

## Pamětihodnosti
- Výklenková kaplička Korunovace Panny Marie
- Kostel svaté Anny

## Osobnosti
- Alois Mikuškovic (1897–1952), architekt a profesor[9]